# Single Father (televisieserie)
Single Father is een uit vier afleveringen bestaande Britse televisieserie naar een scenario van Mick Ford in een regie van Sam Miller.  De miniserie werd uitgezonden door de BBC in 2010.
De serie draait rond Dave (rol van David Tennant), een fotograaf, die probeert voor zijn kinderen te zorgen na de dood van zijn vrouw Rita (gespeeld door Laura Fraser) na een vreselijk auto-ongeluk. De serie volgt ook de groeiende romantiek rondom Dave en Rita's beste vriendin Sarah (rol van Suranne Jones). 
In Vlaanderen werd de serie in april-mei 2011 uitgezonden op één. 

## Cast
- David Tennant - Dave Tiler
- Laura Fraser - Rita
- Suranne Jones - Sarah, Rita's beste vriendin
- Isla Blair - Beatty, Rita's adoptiemoeder
- Warren Brown - Matt, Sarah's vriend
- Rupert Graves - Stuart, Lucy's biologische vader
- Mark Heap - Robin, Anna's echtgenoot
- Neve McIntosh - Anna, Rita's adoptiezuster
- Natasha Watson - Lucy, Rita's 15-jaar oude dochter
- Chris Hegarty - Paul, Rita en Dave's 11-jarige zoon
- Robert Dickson - Ewan, Rita en Dave's 9-jarige zoon
- Millie Innes - Evie, Rita en Dave's 6-jarige dochter
- Jenni Keenan-Green - Michelle, Dave's eerste vrouw
- Sophie Kennedy Clark - Tanya, Dave's 18-jarige dochter met Michelle, die een driejarige zoon heeft
- Stephen McCole - Jimbo, Dave's vriend

## Reviews
- Tim Dowling (11 oktober 2010). "TV Review: Single Father and Louis Theroux: Law and Disorder in Lagos" The Guardian.
- Tom Sutcliffe (11 oktober 2010). "The Weekend's TV" The Independent.